# Пиру (Риуге)
Пиру (ест. Põru) — село в Естонії, входить до складу волості Риуге, повіту Вирумаа.